# 紅纓 (ミサイル)
紅纓（こうえい、红缨、Hong-Ying）とは、中華人民共和国の携行地対空ミサイルである。略称は、HN-が用いられるが、対艦ミサイルである海鷹（Hai-Ying）と同様のHYが用いられることもある。

## 型
詳細は、それぞれの記事を参照。
- 紅纓-5（HN-5）は、9K32をベースとして国産化、開発されたものである。
- 紅纓-6（HN-6）は、飛弩-6（FN-6）としても知られる、新規に開発されたミサイル。改良型として、FN-16が存在している。